# George Nigh
George Patterson Nigh, född 9 juni 1927 i McAlester, Oklahoma, död 30 juli 2025 i Oklahoma City, Oklahoma, var en amerikansk demokratisk politiker. Han var Oklahomas viceguvernör 1959–1963 och 1967–1979 samt guvernör 6 januari–14 januari 1963 och 1979–1987.
Nigh efterträdde 1959 Cowboy Pink Williams som Oklahomas viceguvernör. Mot slutet av mandatperioden fick han tillträda som guvernör efter att senator Robert S. Kerr avled i ämbetet och guvernör J. Howard Edmondson avgick för att tillträda som senator för Oklahoma. Nighs första ämbetsperiod som guvernör blev ytterst kort och sedan startade han ett PR-företag. Efter att ha gift sig med Donna Mashburn gjorde Nigh comeback och valdes 1966 till viceguvernör på nytt. Nigh efterträdde 1979 David L. Boren som guvernör och efterträddes 1987 av Henry Bellmon som också hade efterträtt honom som guvernör år 1963.